# Ngongotahā
Ngongotaha est une ville de la berge ouest du lac Rotorua dans l’Île du nord de la Nouvelle-Zélande.

## Situation
Elle est localisée à 10 kilomètres au nord-ouest de la cité de Rotorua et est souvent considérée comme une des banlieues les plus importantes de la ville. Toutefois, la plupart des résidents locaux considèrent que Ngongotaha est en fait un village indépendant de son propre droit. Elle fait partie de l’aire métropolitaine de Rotorua. 

## Démographie
Ngongotahā, comprenant la zone statistique de Ngongotahā East, Ngongotahā West et Ngongotahā South, avait une population de 4 872 habitants lors du recensement de 2018 en Nouvelle-Zélande, en augmentation de 618 personnes   (soit 14.5%) depuis le recensement de 2013, et une augmentation de 810 personnes (soit 19.9%) depuis le recensement de 2006 en Nouvelle-Zélande. Il y avait 1,773 logements. On notait la présence de 2 388 hommes et 2 478 femmes donnant un ratio des sexes de 0.96 hommes pour une femme, avec 1,023 personnes (soit 21.0%) âgées de moins de 15 ans, 867 personnes (soit 17.8%) âgées de 15 à 29 ans, 2 088 personnes (soit 42.9%) âgées de 30 à 64 ans, et 888 personnes (soit 18.2%) âgées de 65 ans ou plus.
L’ethnicité était pour 68.2% Européens/Pākehā, 41.9% Māori, 5.5% personnes du Pacifique, 4.2% Asiatiques et  1.6% d’autres ethnicités (le total peut faire plus de 100 % dans la mesure où une personne peut s’identifier comme appartenant à plusieurs ethnies).
La proportion de personnes nées outre-mer était de 14.3%, comparée avec les 27.1% au niveau national.
Bien  que certaines personnes se refusent à donner leur religion, 52.2% n’avaient aucune religion, 34.9% étaient chrétiens, 0.4% étaient hindouistes, 0.2% étaient musulmans 0.2% étaient bouddhistes et 4.3% avaient une autre religion.
Parmi ceux d’au moins 15 ans d’âge, 618 personnes (soit 16.1%) avaient un niveau de bachelier ou un degré supérieur, et 804 personnes (soit 20.9%) n’avaient aucune qualification formelle. Le statut d’emploi de ceux d’au moins 15 ans était pour 1 812 personnes (soit 47.1%)  un emploi à temps plein, pour 576 personnes (soit 15.0 %) était un emploi à temps partiel et 168 personnes (soit 4.4%) étaient sans emploi .
| Nom              | Population | âge médian | revenus médians |
| ---------------- | ---------- | ---------- | --------------- |
| Ngongotahā East  | 1.926      | 39,5 ans   | $26,900         |
| Ngongotahā West  | 1.527      | 37,3 ans   | $27,100         |
| Ngongotahā South | 1.419      | 43,7 ans   | $28,900         |
| Nouvelle-Zélande |            | 37,4 ans   | $31,800         |

## Toponymie
Son  nom est dérivé de la légende de Ihenga, le fameux explorateur Māori. Il est dit que Ihenga rencontra Patu-paiarehe sur le mont Ngongotaha et reçut en  cadeau une boisson dans une calabash (ngongo =boire et tahā = calabash). Ngongotaha est souvent considéré par les résidents locaux comme le « côté ensoleillé de la montagne ».

## Marae

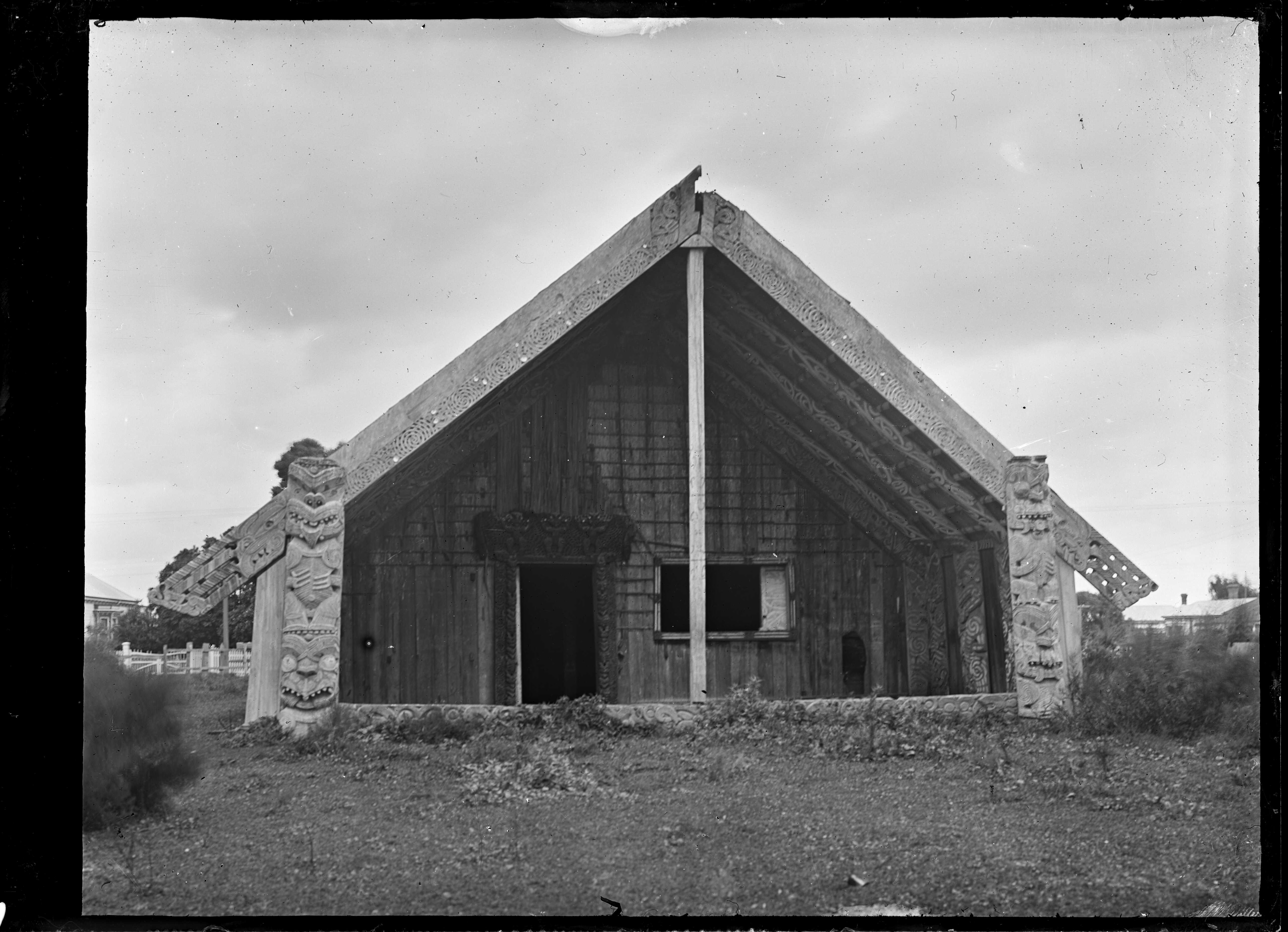
La maison de rencontre nommée Parawai

La ville de Ngongotahā a 6 marae.
- Le marae « Te Awawherowhero » est affilié avec les Ngāti Whakaue de l’hapū des Ngāti Rautao (en).

- Le marae « Parawai » et la maison de rencontre « Whatumairangi » sont affiliés avec les Ngāti Whakaue de l’hapū des Ngāti Tuteaiti (en) et des Te Whatumairangi (en), mais aussi des Te Ure o Uenukukōpako (en) de l’hapū des Ngāti Te Ngākau (en) et des Ngāti Tura (en).

- Le marae « Tarimano » et la maison de rencontre nommée « Tawakeheimoa » sont affiliés avec les Ngāti Rangiwewehi (en) du hapū des Ngāti Rangiwewehi ki Uta (en).

En octobre 2020, le gouvernement a accordé 4 525 104 $du fond de croissance provincial (en) pour mettre à niveau ce marae et neuf autres, créant ainsi 34 emplois.
- Le marae « Tārukenga » et la maison de rencontre « Te Ngākau » sont affiliés avec les Ngāti Whakaue de l’hapū des Ngāti Te Ngakau (en) et des Ngāti Tura (en) et des Te Ure o Uenukukōpako (en) de l’hapū des Ngāti Te Ngākau (en) et des Ngāti Tura (en).
- Le marae « Waikuta » et sa maison de rencontre « Rangitunaeke » sont affiliés avec les Ngāti Whakaue de l'hapū des Ngāti Rangitunaeke (en).

- Le marae de « Waitetī » ou « Weriweri » et sa maison de rencontre nommée « Ngāraranui » sont affiliés avec les Ngāti Whakaue de l’hapū des Ngāti Ngāraranui (en) et les Te Ure o Uenukukōpako (en) de l’hapū des Ngāti Ngāraranui (en)[5],[6]. En octobre 2020, le gouvernement a accordé la somme de 372,420 $ à partir du fond de croissance provincial (en) pour la mise à niveau et la création de 20 emplois[4].

## Le mont Ngongotahā
Le mont  Ngongotahā s’élève à 757 mètres (2 483,5958043 pi) de hauteur. Il domine toute la cité et abrite un téléphérique à son sommet, avec un point de vue à partir de la plateforme, une piste de luge et un restaurant.

## Caractéristiques
Le centre-ville bénéficie actuellement d’un important développement avec une croissance liée à la construction de plusieurs lotissements nouveaux s’étendant dans le centre du village avec aussi un café-théâtre.
Au coin de Kokiri Street et de Ngongotaha Road se trouve la brigade de pompiers volontaires de la « Ngongotaha Volunteer Fire Brigade », avec deux pompes et une équipe d’approximativement 20 pompiers.
En 2005, une initiative fut entreprise dans Ngongotaha, déclarant la ville comme une « ville libre de toute "claque" (smack free town)» : la population locale refusant les punitions corporelles.
Le village a une équipe solide de football (le Ngongotaha AFC (en)), une équipe de rugby les Ngongotaha Chiefs (en) et de jeux à XIII et de netball et de touch rugby (la  « Ngongotaha Sports & Community Association »).

## Accès
La principale rue passant à travers le village fut récemment constituée en une « state highway », qui est maintenant connue comme la route State Highway 36 /SH36 (en), circulant de Kaharoa et Pyes Pa à Tauranga.
L’embranchement du chemin de fer de la  ligne de Rotorua (en) circule aussi à travers la localité de Ngongotaha, bien qu’elle ne soit plus utilisée depuis le tournant du siècle. 

## Éducation
L’école de « Ngongotaha School »  est une école primaire, publique, mixte, allant des années 1 à 6, avec un effectif de 421 élèves en novembre 2021.

## Loisirs
Le cours d’eau nommé : « Ngongotaha Stream », qui s’écoule à travers le centre du village et au delà dans le lac Rotorua, est l’un des plus activement pêchés de la Nouvelle-Zélande. Ses spécimens de truite arc-en-ciel et de truite brune sont pris régulièrement selon la technique de la pêche à la mouche. D’autres cours d’eau à proximité nommés Awahou, Waiteti et Hamurana, offrent aussi de bonnes possibilité de pêche. Un parc du chemin de fer, sur  le côté ouest de la ville de Ngongotaha près de l’ancienne ligne de chemin de fer, fournit la possibilité de promenades en train modèle réduit, dont le fonctionnement est assuré par des enthousiastes du chemin de fer.Il est tiré par une mini-locomotive diesel, qui est une reproduction d’une locomotive à vapeur à une échelle réduite.

## Personnalités notables
Malgré sa taille réduite, la localité de Ngongotaha a produit un certain nombre de Néo-Zélandais célèbres comprenant :
- Hika Reid joueur de rugby des All Black de 1980 à 1986.
- Jeremy Paul : joueur de rugby des Wallaby Australiens, vainqueur de la Coupe du monde de 1999.
- Temuera Morrison acteur en particulier dans le rôle de Jango Fett dans la série Star Wars.
- Robert Orchard (en) joueur de rugby de la Nouvelle-Zélande des années 1960 et 1970
- Phillip Orchard (en) joueur international de rugby de la Nouvelle-Zélande des années 1960 et 1970
- Ron Russell (en), homme politique canadien